# Olonia rubicunda
Olonia rubicunda är en insektsart som först beskrevs av Walker 1851.  Olonia rubicunda ingår i släktet Olonia och familjen Eurybrachidae. Inga underarter finns listade i Catalogue of Life.